# 竹内あい
竹内 あい（たけうち あい、1985年11月19日 - ）は、日本の元AV女優。ティーパワーズ所属。

## 来歴
- 2006年7月21日、『メロメロいちご恋乳』でh.m.p専属女優としてAVデビュー。
- 2007年9月1日、『初セルの女神さま』でMOODYZよりセルデビュー[2]。
- 2011年9月1日、『卒業24時間 竹内あい』で引退。

## 人物
- 趣味は旅行、読書[1]。特技はアロマテラピー[1]、バスケ[3]。

## 作品

### アダルトビデオ
2006年
- メロメロいちご恋乳（7月21日、h.m.p）
- 隣りのパイズリお姉さん（8月21日、h.m.p）
- おねだり発情ボイン（9月21日、h.m.p）
- 巨乳若奥さま★ねっとり誘惑エッチ!!（10月21日、h.m.p） ※モザイクの薄さによる摘発を経て廃盤
- デカパイ拘束FUCK（11月21日、h.m.p）
- 萌エロ! デカパイお姉さん（12月21日、h.m.p）

2007年
- やりすぎ家庭教師（1月21日、h.m.p）
- あいの凄テク★泡プロ（2月21日、h.m.p）
- 巨乳セールスレディ肉欲営業（3月21日、h.m.p）
- 濡れスケ☆おっぱい『ご主人様いじって!』（4月21日、h.m.p）
- 純白ナース連続顔射!（5月21日、h.m.p）
- 《超》口全ワイセツ（6月21日、h.m.p）
- み～んなに犯られ連続絶頂!!（7月21日、h.m.p）
- グラマラスボディ・超まる見え!（8月21日、h.m.p）
- 初セルの女神さま（9月1日、MOODYZ）
- ハイパーデジタルモザイクVol.066（10月1日、MOODYZ）
- WキャストSPECIAL（11月1日、MOODYZ）…共演:峰なゆか
- Sex On The Beach15（12月1日、MOODYZ）

2008年
- エロスの宇宙（2008年1月1日、MOODYZ）…共演:峰なゆか、青山菜々、@YOU、妃乃ひかり、風間ゆみ、はるか悠
- 最高のオナニーのために スペシャルエディション（2月1日、MOODYZ）
- ドリームウーマンVol.62（3月1日、MOODYZ）
- 女教師 レイプ 輪姦（4月1日、MOODYZ）
- WATER POLE 50 SPECIAL（5月13日、プレステージ）
- ドリーム学園12 6時間完全版（6月1日、MOODYZ）…共演:青山菜々、紅音ほたる、早川瀬里奈、白石さゆり、真田春香、春妃いぶき、田中亜弥、蜜井とわ、綾香
- 近親相姦パラダイス ある日突然、ボクに美巨乳姉妹ができたら（7月1日、MOODYZ）
- DIGITAL CHANNEL DC52（8月1日、アイデアポケット）
- 超絶品ボディ（9月1日、MOODYZ）
- BEST8時間（10月1日、MOODYZ）
- RAZZ-MA-TAZZ ラズマタズ 19（10月10日、ラストラス）※竹内あいの他2名を加えたWATER POLE 50 SPECIALの再編集版
- 聖水おもらしFUCK（11月1日、MOODYZ）
- 超絶品ボディSPECIAL（12月1日、MOODYZ）…共演:水城奈緒、百瀬涼、鮎川なお

2009年
- 極乱交（1月1日、MOODYZ）
- 初パイパン（2月1日、MOODYZ）
- 極太FUCK SPECIAL（3月1日、MOODYZ）
- 裏エロスの宇宙（3月13日、MOODYZ）…共演:峰なゆか、青山菜々、妃乃ひかり、@YOU、風間ゆみ、はるか悠
- 『竹内あいファン感謝祭 素人男性16人ハメまくり大乱交ツアー』（4月13日、MOODYZ）
- 唇から伝わる愛（5月13日、MOODYZ）
- 美の女神さま（6月25日 、美）
- 6本番（7月13日、MOODYZ）
- 淫らな美尻（8月13日、MOODYZ）
- 真性中出し（9月13日、MOODYZ）
- BEST8時間Vol.2（10月13日、MOODYZ）
- 美FUCK大全集 －淫らな女は美しい（10月25日、美）…共演：新名しおり、里美ゆりあ、浅乃ハルミ、藤本AYAY、杏堂なつ、橘れもん、愛あいり、夏樹あい、あゆむ、杉原桃花、宮城流衣、内山遥
- 生ダラ姦（11月13日、MOODYZ）
- 無限絶頂（12月13日、MOODYZ）

2010年
- あなたのザーメン飲ませていただきます（1月13日、MOODYZ）
- 真性中出しSP（2月13日、MOODYZ）
- 絶頂Real Ecstasy（3月25日、ダスッ!）
- 中出しされた女医 ～医者・患者たちの膣内逆襲～（4月13日、MOODYZ）
- 爆乳ハミ出し水着（6月13日、MOODYZ）
- BEST8時間 Vol.3（8月13日、MOODYZ）
- 超巨乳ソープ嬢10周年4時間SP（9月13日、MOODYZ）･･･共演：かすみりさ、佐山愛
- 尻伝説 MOODYZ＋実録出版コラボ240分SP（10月13日、MOODYZ）
- 爆乳がノーブラで誘惑（11月13日、MOODYZ）
- 真性ポルチオFUCK（12月13日、MOODYZ）

2011年
- SSS-BODY（1月13日、E-BODY）
- 若妻露出調教（2月13日、MOODYZ）
- 『帰ってきた竹内あいファン感謝祭 素人男性増員21名!420分拡大版!夢の大乱交ツアー』（3月13日、MOODYZ）
- あなた、許して…。 過ちと知りながら（4月7日、アタッカーズ）
- ムーディーズ卒業24時間（9月1日、MOODYZ）

2013年
- 贅沢16時間ベスト（1月1日、MOODYZ）
- ふるふる 竹内あい（7月5日、h.m.p） ※総集編

### オリジナルビデオ
- 監禁工場 巨乳女工たちの暴発（2007年6月22日、TMC）…共演:黒沢英里奈（喜田嶋りお）、星野あかり
- 若妻嬲り 哭奴の螺旋（わかづまなぶり こくどのらせん） （2008年12月1日、Perfect Choice）

### トレカ
- ストロベリー・リップス 竹内あい・松島 かえで・夏川 亜咲（2007年5月30日、パイナップル・ナッツ）
- Angel kiss Vol.II 竹内あい・乙音奈々・美花ぬりえ（2007年7月26日、株式会社ミント）
- AVC ジューシーハニー Vol.8 竹内あい・Rio・板垣あずさ・蓮美カレン（2008年4月26日、株式会社ミント）

## 出演

### テレビドラマ
- Xenos （2007年、テレビ東京）第7話

### テレビバラエティ
- 乙音の部屋（2007年5月1日、6月5日、エンタ!371）

### ウェブバラエティ
- 城咲仁と磯山さやかの極めみち（GyaO、2007年10月16日 - 23日） - 江川達也のヌード・デッサンのモデルとして出演